# Seccions des Aurées
Seccions des Aurées es una escultura urbana ubicada en la avenida de Denia de la ciudad española de Alicante. Fue inaugurada en 1982 como parte de las obras de acondicionamiento del acceso norte a la ciudad y en conmemoración del Mundial de Fútbol que ese año se celebró en España, con Alicante como una de las sedes.

## Denominación
El título de la obra, Seccions des Aurées, hace alusión a las secciones áureas o proporciones armónicas de la geometría clásica. Aunque su forma recuerda elementos del catalán (seccions) y del francés (aurées), la expresión no se corresponde con ninguna lengua reconocida, lo que sugiere una construcción híbrida o artística sin base lingüística normativa.

## Descripción
La escultura, de carácter geométrico y vanguardista, representa las aristas de un icosaedro inscrito en un triángulo equilátero de hormigón. Está construida con cables de acero tensados y vigas de sección hexagonal, y sus dimensiones son de 12,25 × 11,75 × 11,20 metros. Fue concebida por los arquitectos Juan S. Pérez i Parra y José L. Frías Wamra, con el diseño estructural del ingeniero Florentino Regalado.
Seccions des Aurées está basada en los principios de la tensegridad, un concepto estructural que combina elementos en tracción (cables) y compresión (barras) de forma que se mantiene el equilibrio mediante tensiones internas. Esta técnica fue desarrollada por el arquitecto e inventor Richard Buckminster Fuller, cuyas ideas influyeron directamente en el diseño de la escultura, especialmente su Icosaedro en el Aire.
Las seis vigas principales de hormigón están dispuestas según los planos de simetría de un icosaedro, y están conectadas por cables de acero en sus extremos. Cada barra está sujeta por tres cables en cada extremo, lo que genera un sistema autoequilibrado que impide el desplazamiento tridimensional. Esta configuración otorga a la estructura una apariencia de ingravidez, como si los elementos flotaran en el aire.

## Ubicación y evolución
Originalmente, la escultura se instaló en una isleta central de la avenida, en el tramo norte del conocido como scalextric del Postiguet, en una ubicación pensada para ser apreciada desde todos los ángulos por el tráfico rodado. Con las reformas del acceso a la ciudad desde la carretera de Valencia, fue trasladada a un jardín próximo al vial de acceso al centro comercial Plaza Mar 2. Aunque la nueva ubicación la ha alejado de la vista directa de los vehículos, se conserva íntegra y visible desde el entorno urbano.